# Guatemala International Challenge 2023
Die Guatemala International Challenge 2023 fand vom 5. bis zum 10. September 2023 in Guatemala-Stadt statt. Es war die erste Austragung dieser internationalen Meisterschaft von Guatemala im Badminton.

## Sieger und Platzierte
| Disziplin    | Gold                        | Silber                             | Bronze                                  |
| ------------ | --------------------------- | ---------------------------------- | --------------------------------------- |
| Herreneinzel | Ygor Coelho                 | Kevin Cordón                       | Pablo Abián                             |
| Herreneinzel | Ygor Coelho                 | Kevin Cordón                       | Uriel Canjura                           |
| Dameneinzel  | Ishika Jaiswal              | Imad Farooqui Samiya               | Eliana Zhang                            |
| Dameneinzel  | Ishika Jaiswal              | Imad Farooqui Samiya               | Wen Yu Zhang                            |
| Herrendoppel | Fabrício Farias Davi Silva  | Kevin Lee Ty Alexander Lindeman    | Adam Dong Nyl Yakura                    |
| Herrendoppel | Fabrício Farias Davi Silva  | Kevin Lee Ty Alexander Lindeman    | Job Castillo Luis Montoya               |
| Damendoppel  | Catherine Choi Josephine Wu | Annie Xu Kerry Xu                  | Francesca Corbett Allison Lee           |
| Damendoppel  | Catherine Choi Josephine Wu | Annie Xu Kerry Xu                  | Jaqueline Lima Sâmia Lima               |
| Mixed        | Kevin Lee Eliana Zhang      | Ty Alexander Lindeman Josephine Wu | Kenneth Choo Gronya Somerville          |
| Mixed        | Kevin Lee Eliana Zhang      | Ty Alexander Lindeman Josephine Wu | Koceila Mammeri Tanina Violette Mammeri |